# 沙筛贝
是帘蛤目似壳菜蛤科Mytilopsis的一种。主要分布于中国大陆、台湾，常栖息在河口半淡咸水域、浅海、潮间带、潮下带。